# アルファ・インダストリーズ

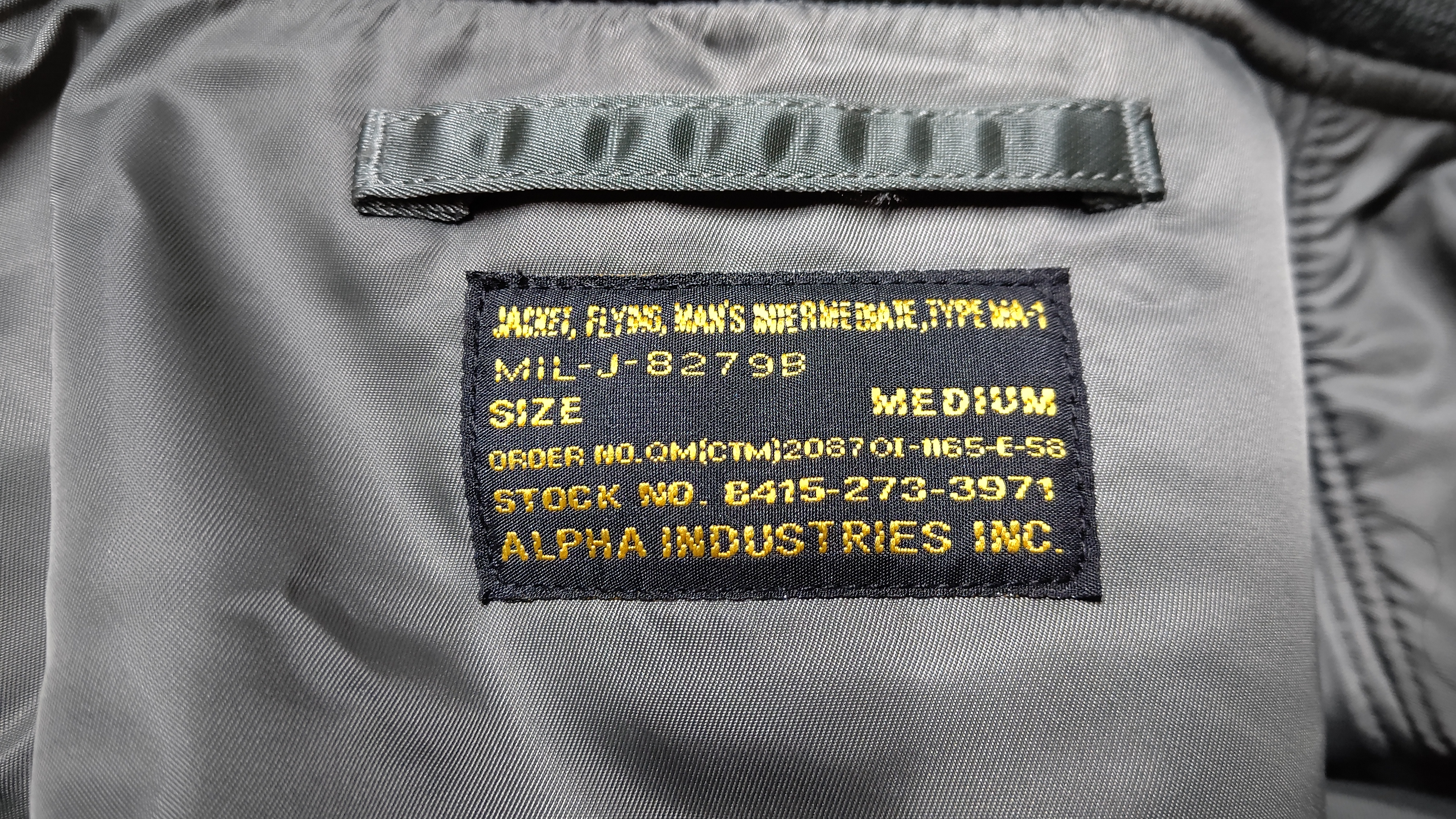
アルファ社製MA-1タグ

アルファ・インダストリーズ (Alpha Industries) はアメリカ合衆国のアパレルメーカーである。

## 概要
アメリカ軍に納入するフライトジャケットの製造からビジネスをスタートし、アメリカ国防総省に4千万点以上の納品実績を持つ。
MA-1、M-65、N-3B等のミリタリージャケットが有名。
但し、現行販売されている商品は政府規格（ミルスペック）と異なる民間向け商品が大多数を占める。
日本国内においてはエドウインがライセンスを保有しビジネスを展開している。
1986年に公開された映画『トップガン』の影響で、黒いMA-1が日本で大流行したことがある。